# تپه شماره ۳ فیروزآباد (بردبرد)
تپه شماره ۳ فیروز آباد (بردبرد) در شهرستان الیگودرز، روستای فیروزآباد واقع شده و این اثر در تاریخ ۵ آذر ۱۳۸۰ با شمارهٔ ثبت ۴۳۶۳ به‌عنوان یکی از آثار ملی ایران به ثبت رسیده است.